# Бережанка (Кам'янець-Подільський район)
Бережа́нка — село в Україні, у Чемеровецькій селищній територіальній громаді Кам'янець-Подільського району Хмельницької області.

## Назва
За однією з версій назва «Бережанка» походить від великої кількості берегів річки Жванчик, які ділять село на дві частини та оточують його майже з усіх боків. До слова, в країні є ще сім поселень з такою назвою та одне в Польщі, а також річка Бережанка в Рівненської області.

## Географія
Подільське село Бережанка розташоване на подільській височині, в південно-західній частині України, на річці Жванчик — лівій притоці Дністра, за 38 кілометрів автошляхами від міста Кам'янець-Подільський та за 3 кілометра від Чемерівців. Через поселення проходить автотраса Р48.

## Історія
Поселення вперше згадується в XVII столітті.
З записів Юхима Сіцінського відомо, що на захід від села знаходився курган діаметром до 6,5 метра. При його розорюванні траплялись кістки людей. За переказом, тут поховані християни, що їх наздогнали і забили татари. Також в селі Бережанка знайдено скарб ювелірних прикрас II — III століття нашої ери.
Церква Здвиження була збудована в 1730 – 1732 роках – дерев’яна триверха споруда, розібрана за старістю в 1866 році. Нова церква збудована в 1862 – 1866 роках – дерев’яна одноверха хрещата споруда, крита залізом. Дзвіниця збудована окремо від церкви в 1884 році, покрита ґонтою. На ній були дзвони з датами 1719, 1732, 1885, 1886 років.
На початку XIX століття Бережанка належала шляхетській родині Лешневичів (пол. Leśniewicz), пізніше - Дмитровичів (пол. Dmitrowicz). 
В 1905 році поруч на відстані 1,5 версти існувало окреме село «Видра Чемеровецька».
Перша світова війна не оминула село,  один  із  перших  боїв  розпочався саме в Бережанці. В ході війни нагороджені медалями: Віктор Левицький, Федір Гадзіна, Степан Блонський, Семен Рудницький.
Внаслідок поразки визвольних змагань на початку XX століття, село надовго окуповане російсько-більшовицькими загарбниками.
Радянська окупація принесла колективізацію та розкуркулення, мешканці села зазнали репресій. В багатьох частинах Поділля відбувались масові селянські повстання проти радянської влади.
В селі була дерев'яна церква, яку  1935 року зруйновано. Біля церкви  була попова хата, в якій пізніше  розмістився сільський клуб.
В 1932–1933 селяни села пережили Голодомор. В селі померло щонайменше 38 чоловік.
В роки Великого терору 1936-1937 було вбито чимало осіб різних національностей і професій, багато людей було виселено як сім'ї «ворогів народу». Безпідставно репресовано і знищено в тюрмах і  лагерях 32 односельці.
З 1991 року в складі незалежної України.
1995 року в селі було розпочато газифікацію, яку завершели 2003 року.
15 вересня 2016 року шляхом об'єднання сільських територіальних громад, село увійшло до складу Чемеровецької селищної громади, до цього органом місцевого самоврядування була Бережанська сільська рада.
До адміністративної реформи 19 липня 2020 року село належало до Чемеровецького району, після його ліквідації, увійшло до складу Кам'янець-Подільського району.

## Населення
1908 року в селі нараховувалось 1322 мешканця, серед них 1215 українців, 99 поляків, 8 євреїв.
Населення становить ▼1188 осіб на 2001 рік.

## Релігія
- Церква Возведення Чесного Хреста (ПЦУ)

## Охорона природи
Село лежить у межах національного природного парку «Подільські Товтри».

## Світлини

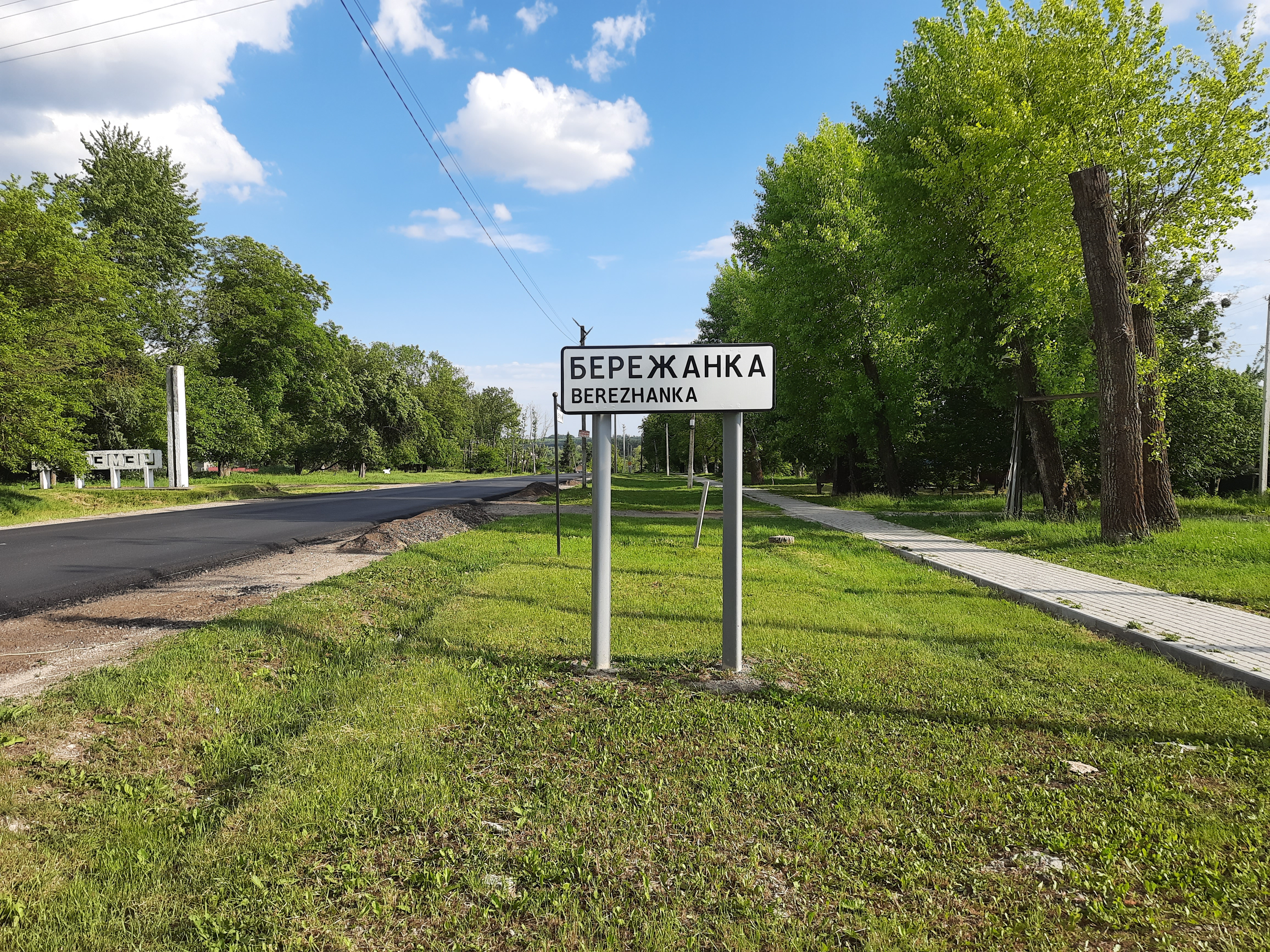
В'їзд у село
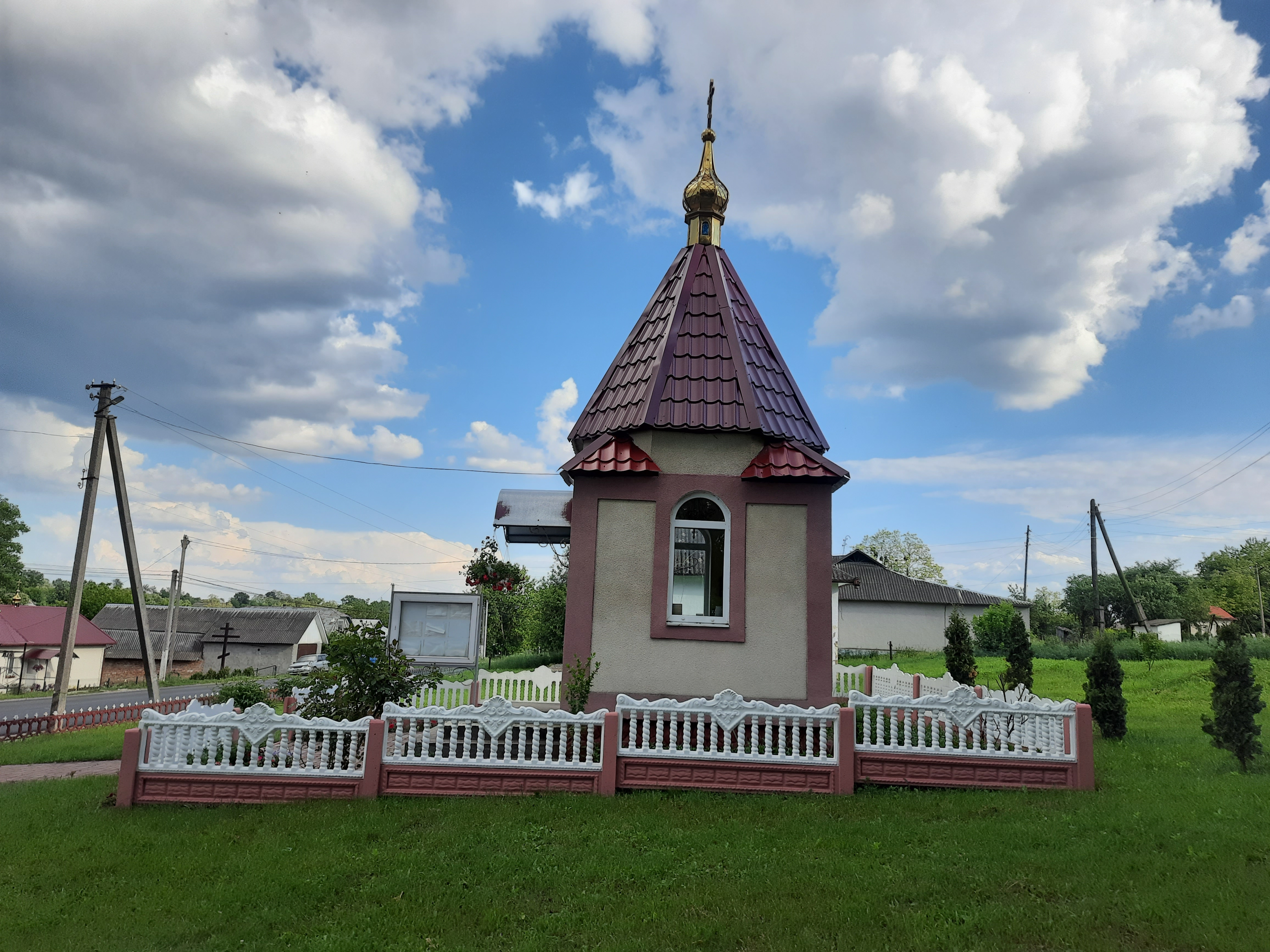
Каплиця
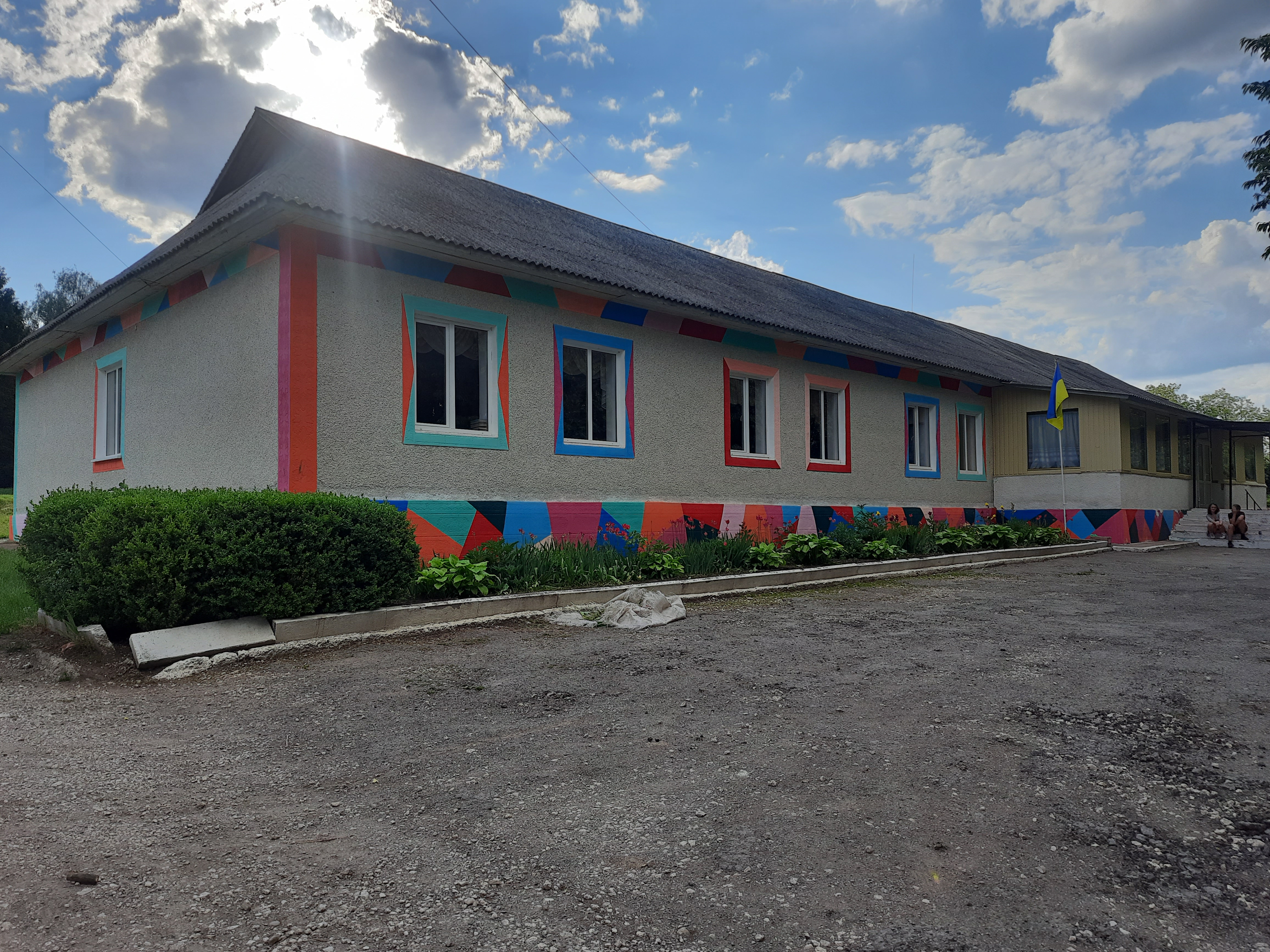
Школа
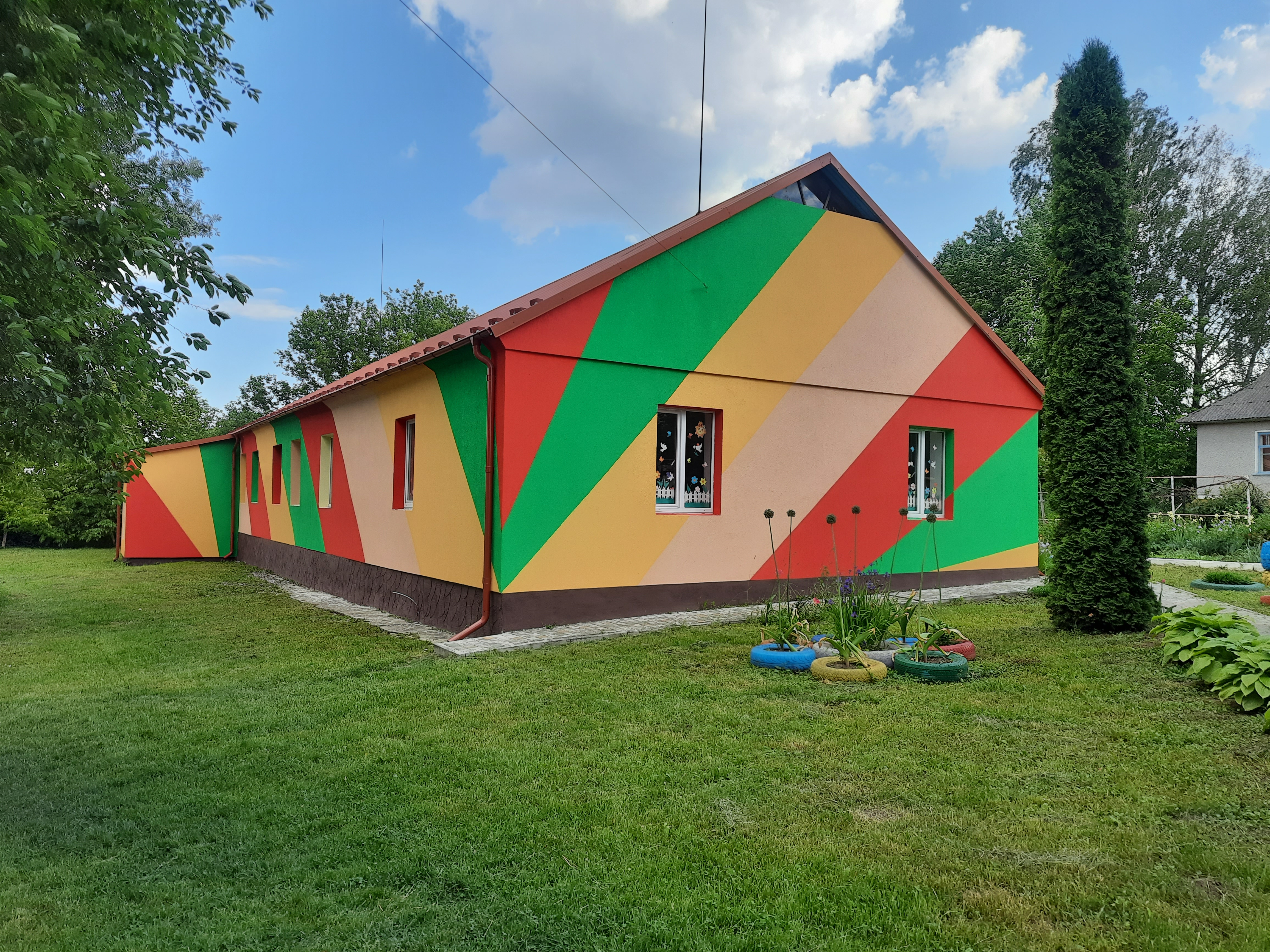
Дитячий садок
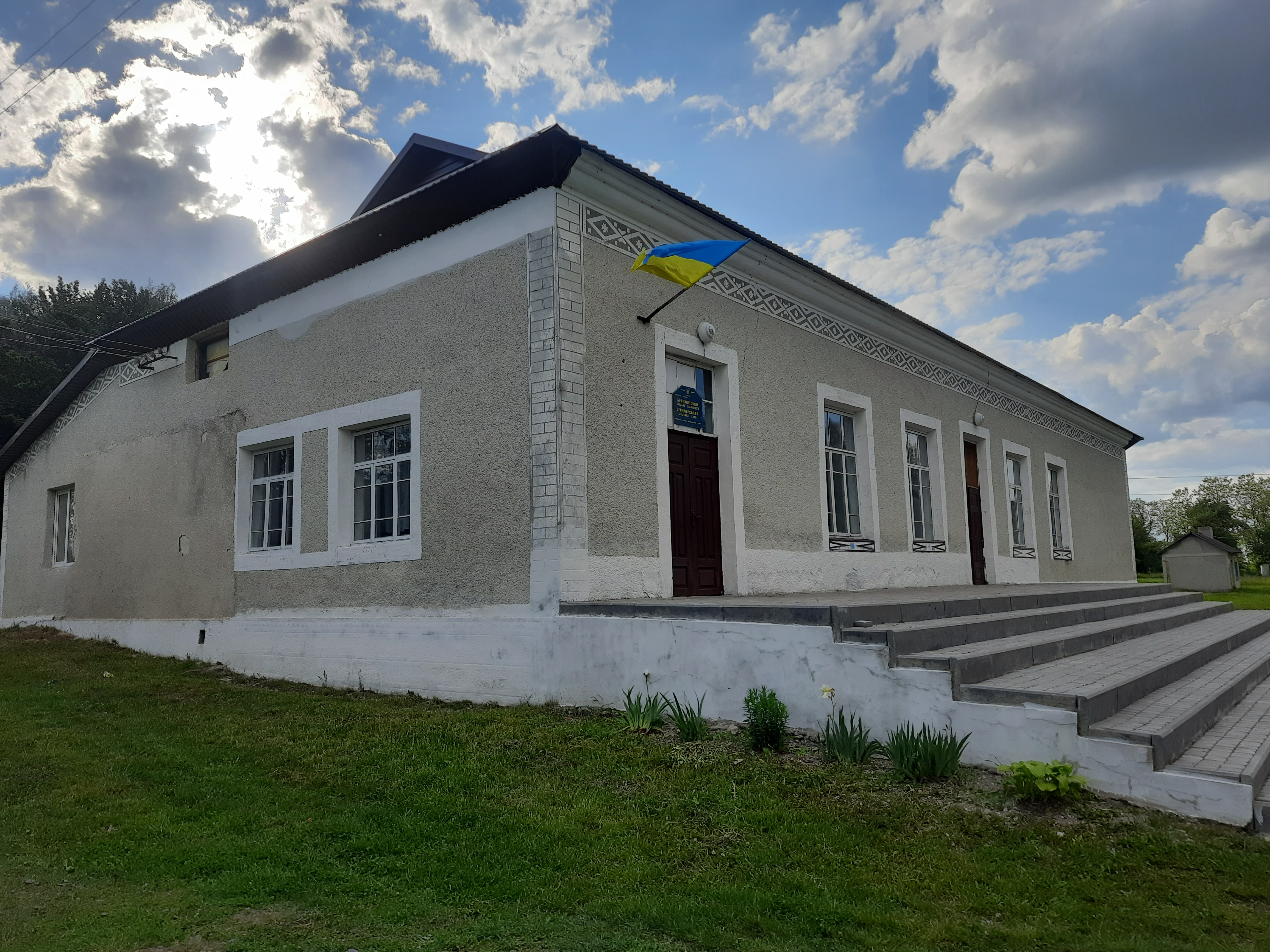
Клуб
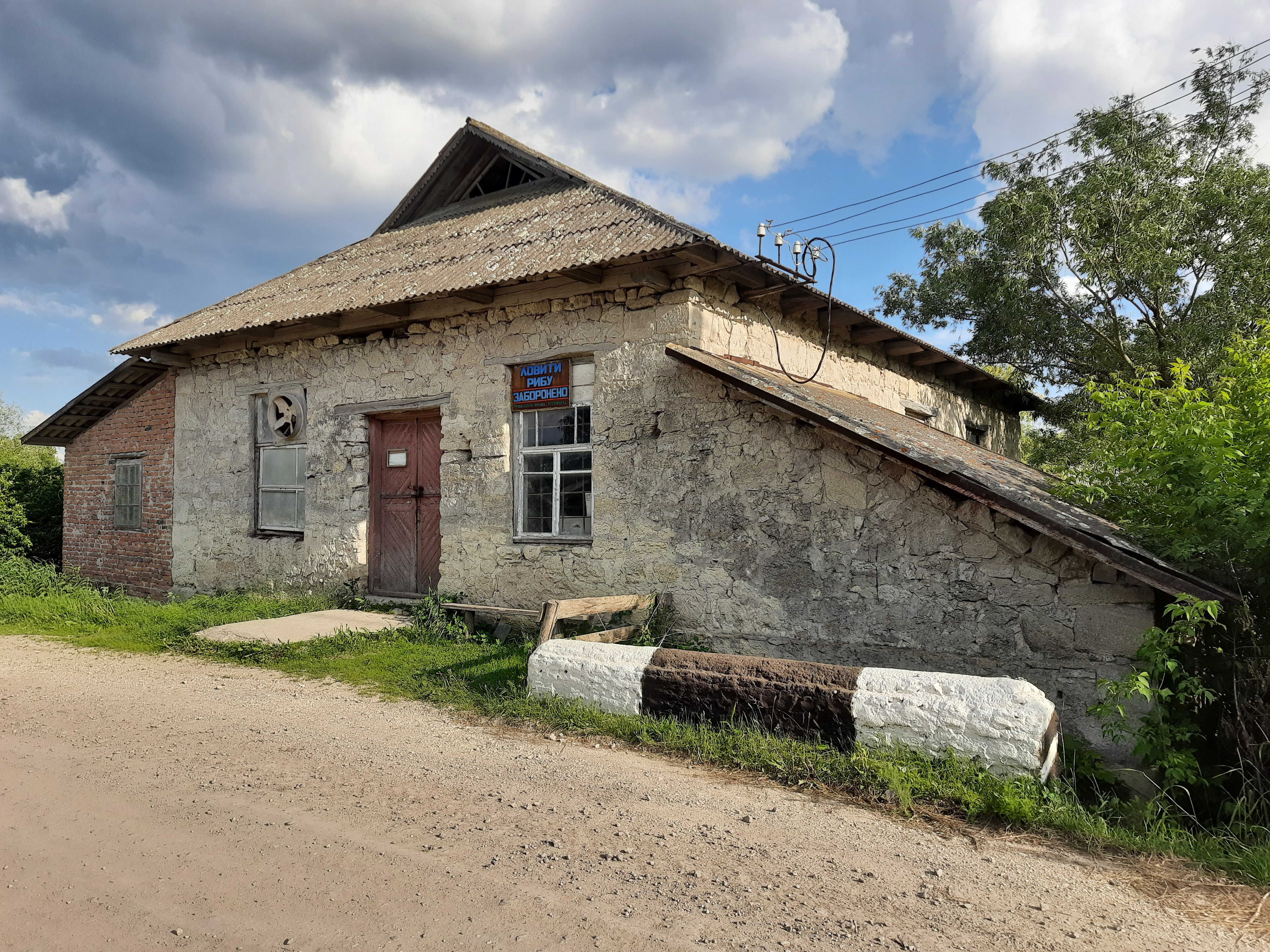
Старий млин на річці Жванчик
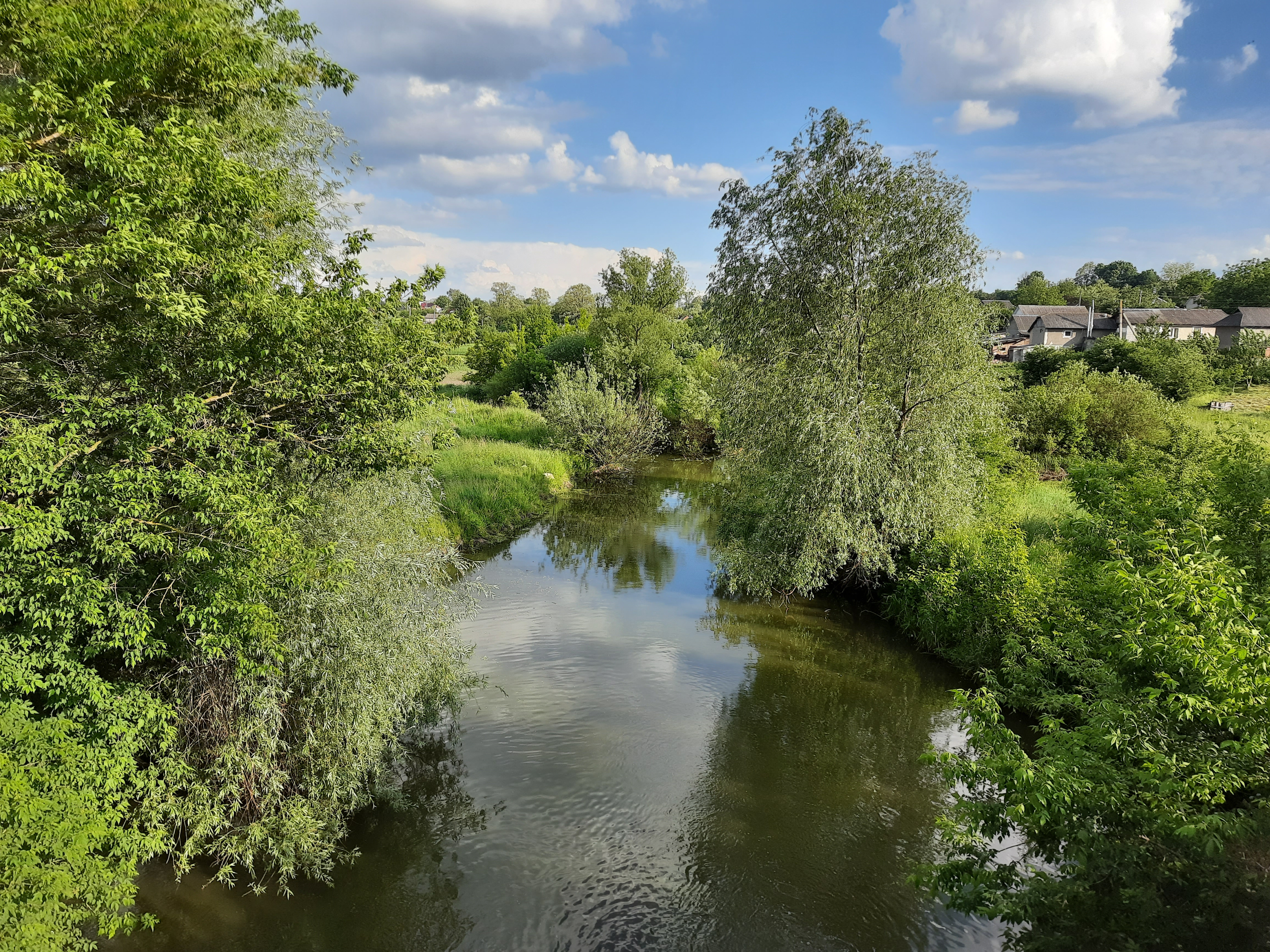
Річка Жванчик біля села